# Håsjön (Vemdalens socken, Härjedalen, 691171-140779)
Håsjön är en sjö i Härjedalens kommun i Härjedalen och ingår i Ljusnans huvudavrinningsområde. Sjön har en area på 0,886 kvadratkilometer och ligger 393,8 meter över havet. Sjön avvattnas av vattendraget Veman (Sör-Veman).

## Delavrinningsområde
Håsjön ingår i det delavrinningsområde (691260-140667) som SMHI kallar för Utloppet av Håsjön. Medelhöjden är 423 meter över havet och ytan är 5,99 kvadratkilometer. Räknas de 24 avrinningsområdena uppströms in blir den ackumulerade arean 620,14 kvadratkilometer. Veman (Sör-Veman) som avvattnar avrinningsområdet har biflödesordning 2, vilket innebär att vattnet flödar genom totalt 2 vattendrag innan det når havet efter 288 kilometer. Avrinningsområdet består mestadels av skog (46 procent) och sankmarker (21 procent). Avrinningsområdet har 0,87 kvadratkilometer vattenytor vilket ger det en sjöprocent på 14,5 procent. Bebyggelsen i området täcker en yta av 0,27 kvadratkilometer eller 4 procent av avrinningsområdet.